# Liga Mundial de Polo Aquático Masculino de 2015
A Liga Mundial de Polo Aquático Masculino de 2015 foi a 14º edição da Liga Mundial, organizado pela FINA. A Super Final aconteceu em Bergamo, Itália, com a vitória da Seleção Sérvia de Polo Aquático. A seleção brasileira conquistou o bronze ao bater os Estados Unidos nos pênaltis.